# Un matrimonio russo nel XVI secolo
Un matrimonio russo nel XVI secolo (Русская свадьба XVI столетия, Russkaja svad'ba XVI stoletija) è un film del 1909 diretto da Vasilij Michajlovič Gončarov.